# Кула Краљевића Марка
Кула Краљевића Марка је стара тврђава, смештена 16km југозападно од Лесковца код села Мирошевца. Данас има остатака фортификационе архитектуре.